# M2M

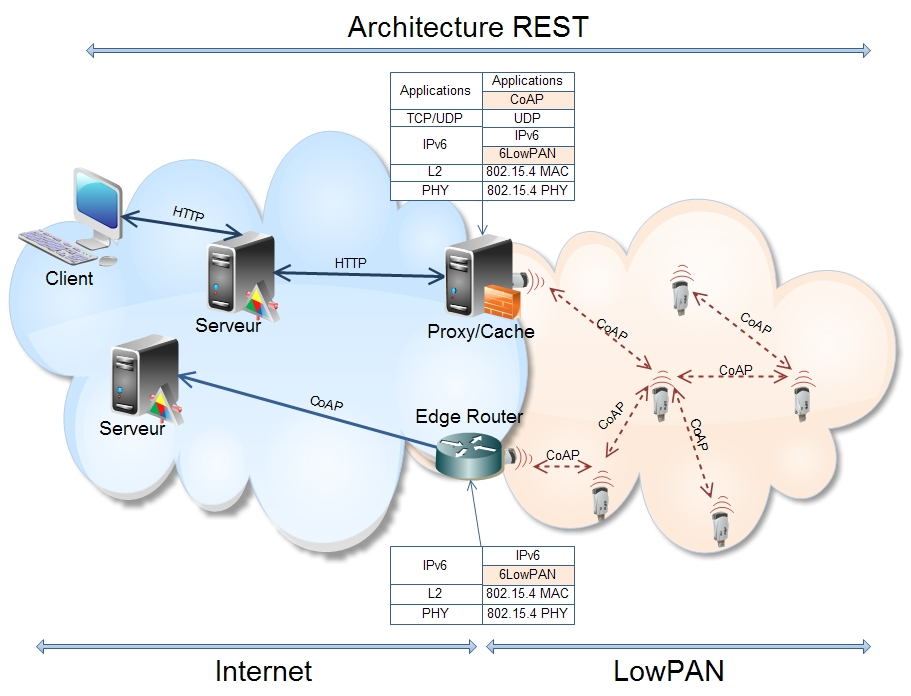
Fig.1 Exemple de comunicacions M2M

M2M (acrònim anglès de Màquina a Màquina) es refereix a comunicacions directes entre dues màquines i en qualsevol tipus de canal amb cables o sense fils. Tant poden ser comunicacions d'instrumentació de sensors diversos a comunicacions industrials de tota classe de sectors.
Inicialment tota la comunicació passava per grans ordinadors, després es van convertir en ordinadors personals i avui en dia mercès a les xarxes internet i les comunicacions IP, les comunicacions M2M han esdevingut senzilles i de baix consum energètic (per exemple la internet de les coses).

## Aplicacions
- Comunicació entre procesos industrials[cal citació]
- Aplicació en telemedicina (lectura de sensors biològics remots).
- Sistemes de vigilància i seguretat domèstica i professional.
- Sistema de lectura de comptadors de serveis com electricitat, gas, aigua, etc
- Sector automotriu : comunicacions dintre del vehicle i entre vehicles.

## Iniciatives de codi obert
- Eclipse és un entorn de programació obert i permet entre moltes altres coses crear comunicacions M2M.
- ITU-T és l'organisme especialitzat de les Nacions Unides encarregat de regular les telecomunicacions
- 3GPP és una col·laboració de grups d'associacions de telecomunicacions, coneguts com a Membres Organitzatius.
- Weightless és un estàndard que utilitza els espais blancs o buits en l'espectre de tv.
- XMPP (Jabber) és un protocol lliure de missatgeria instantània d'especificacions obertes basat en XML
- OASIS MQTT és un protocol de missatgeria publish-subscribe basat en el protocol TCP/IP
- Open Mobile Alliance (OMA_LWM2M) és una organització que desenvolupa estàndards oberts per a la indústria de telefonia mòbil.
- RPMA (Ingenu) és un protocol de comunicació entre dispositius sense fils per a crear xarxes Xarxa d'Àrea Personal (WPAN)
- Industrial Internet Consortium